# ثيودور هارت
ثيودور هارت هو شخصية أعمال كندي، ولد في 7 مايو 1816 في مونتريال في كندا، وتوفي في 28 مايو 1887 في شارفيل-ميزيير في فرنسا بسبب سرطان المعدة.